# Claudio Golinelli (ciclista)
Claudio Golinelli (Piacenza, 1º maggio 1962) è un ex pistard e ciclista su strada italiano.
Si è laureato tre volte campione del mondo su pista (keirin 1988 e 1989 e velocità 1989), aggiudicandosi anche tre argenti e due bronzi.

## Carriera
Da dilettante ottenne i principali risultati nelle gare su strada, vincendo il titolo italiano in linea di categoria nel 1981 e il Gran Premio Liberazione nel 1983.
Professionista dal 1984 al 1993, si distinse soprattutto nelle specialità veloci della pista, allenato dal già campione del mondo Antonio Maspes. Vinse tre campionati mondiali, quello di keirin nel 1988 e nel 1989 e quello della velocità nel 1989; fece inoltre sue tre medaglie d'argento e due di bronzo iridate. Ai campionati mondiali 1988 conquistò anche l'argento nella velocità, ma venne poi privato dell'alloro per positività al nortestosterone. A livello nazionale si aggiudicò peraltro dieci campionati italiani, cinque nel keirin e cinque nella velocità.
Il 25 agosto 1987 a Vienna stabilì il primato mondiale professionisti dei 200 metri lanciati al coperto, con il tempo di 10"587: tale record verrà abbassato meno di due anni dopo dall'australiano Stephen Pate. Saltuariamente corse anche su strada da pro, vincendo cinque corse, tra cui il prologo della Settimana Siciliana 1990.

## Palmarès

### Pista
- 1985

Campionati italiani, Keirin
- 1986

Campionati italiani, Velocità
- 1987

Campionati italiani, Keirin
- 1988

Campionati del mondo, Keirin
Campionati italiani, Keirin
Campionati italiani, Velocità
- 1989

Campionati del mondo, Velocità
Campionati del mondo, Keirin
Campionati italiani, Velocità
- 1990

Campionati italiani, Keirin
Campionati italiani, Velocità
- 1991

Campionati italiani, Keirin
Campionati italiani, Velocità

### Strada
- 1981 (Dilettanti)

Campionati italiani, In linea Dilettanti
- 1983 (Dilettanti)

Gran Premio Liberazione
- 1989

Millemetri del Corso di Mestre
- 1990

Prologo Settimana Siciliana
- 1992

Millemetri del Corso di Mestre

## Piazzamenti

### Competizioni mondiali
- Campionati del mondo

Bassano del Grappa 1985 - Velocità: 6º
Bassano del Grappa 1985 - Keirin: 7º
Vienna 1987 - Velocità: 3º
Vienna 1987 - Keirin: 2º
Gand 1988 - Velocità: squalificato
Gand 1988 - Keirin: vincitore
Lione 1989 - Velocità: vincitore
Lione 1989 - Keirin: vincitore
Maebashi 1990 - Velocità: 2º
Maebashi 1990 - Keirin: 3º
Stoccarda 1991 - Velocità: 4º
Stoccarda 1991 - Keirin: 2º
Valencia 1992 - Velocità: 8º